# Toshihiro Kawamoto
Toshihiro Kawamoto (川元 利浩?, Kawamoto Toshihiro; Prefettura di Mie, 15 luglio 1963) è un animatore giapponese. È cofondatore e presidente dello studio di animazione Bones. È stato character designer e direttore dell'animazione per Cowboy Bebop.

## Carriera
Dopo il diploma, Kawamoto inizia a lavorare realizzando e disegnando macchinari di precisione. Durante questo periodo, Kawamoto inizia ad interessarsi all'animazione grazie alle serie Macross, Mobile Suit Gundam e Daikon. In particolar modo, il character design di Yoshikazu Yasuhiko sono la sua maggiore influenza. Nell'arco dell'anno, Kawamoto lascia il lavoro e si iscrive alla filiale di Nagoya del Tokyo Designer Gakuin College, che frequenterà per due anni.
Nel 1986, debutta nel film Arion, dove viene supervisionato da Yoshinobu Inano e seguito dal character design Sachiko Kamimura, con cui in seguito collaborerà in numerose occasioni, fra cui Venus Wars, che fu scritto e diretto da Yasuhiko. Poco dopo, inizia a lavorare in numerose serie della Sunrise, diventando il character designer principale in Mobile Suit Gundam 0083: Stardust Memory e Mobile Suit Gundam 0083: Last Blitz of Zeon, Mobile Suit Gundam: The 08th MS Team e Cowboy Bebop. Mentre disegnava i personaggi di Cowboy Bebop, Kawamoto modellò il personaggio di Ed sulla compositrice Yōko Kanno, Spike Spiegel sui personaggi di Arsenio Lupin III e City Hunter, e Ein sul cane di un amico, su suggerimento dello scrittore Keiko Nobumoto.
Nel 1998, ha fondato lo studio Bones insieme agli altri ex membri della Sunrise Masahiko Minami e Hiroshi Ōsaka. Ha recentemente lavorato come character designer per Wolf's Rain e Tenpō Ibun Ayakashi Ayashi, e come animatore chiave per serie come Eureka Seven, Witch Hunter Robin, Sword of the Stranger, Fullmetal Alchemist, Ouran High School Host Club e Michiko to Hatchin.